# Orbellia cuniculorum
Orbellia cuniculorum är en tvåvingeart som först beskrevs av Jean-Baptiste Robineau-Desvoidy 1830.  Orbellia cuniculorum ingår i släktet Orbellia och familjen myllflugor. Inga underarter finns listade i Catalogue of Life.